# Processo Mond
Il processo Mond rappresenta una tecnica, ideata da Ludwig Mond nel 1899, per estrarre e purificare il nichel. Viene attuato convertendo gli ossidi minerali del nichel in nichel puro.
Questo processo sfrutta la combinazione chimica del monossido di carbonio col nichel, con formazione di un complesso carbonilico. Il nichel carbonile viene poi semplicemente decomposto con formazione di nichel allo stato puro.
Il processo è diviso in tre stadi:
1. Gli ossidi di nichel vengono fatti reagire con gas d'acqua a 50 °C, per rimuovere gli ossidi ottenendo nichel impuro.
2. Il nichel impuro reagisce con eccesso di monossido di carbonio formando tetracarbonilnichel Ni(CO)4.
3. La miscela contenente eccesso di monossido di carbonio e tetracarbonilnichel viene riscaldata. Per riscaldamento il composto carbonilico si decompone liberando nichel puro:

 Ni(CO)4 {\displaystyle \rightleftharpoons } Ni + 4 CO .